# Bataille de Tabqa (2017)
Pour les articles homonymes, voir Bataille de Tabqa.
Guerre civile syrienne
Batailles
La bataille de Tabqa a lieu du 21 mars au  10 mai 2017 lors de la guerre civile syrienne, au cours de l'offensive de Raqqa. Au terme de cette opération, les Forces démocratiques syriennes (FDS) prennent à l'État islamique le contrôle de la ville d'Al-Thawrah (Tabqa) et du barrage adjacent.

## Prélude
Tabqa est tombée aux mains des rebelles le 11 février 2013, avant de passer sous le contrôle de l'État islamique en janvier 2014,. L'aéroport de Tabqa, encerclé, reste aux mains des loyalistes, avant d'être pris d'assaut par les djihadistes le 24 août 2014. En juin 2016, les forces du régime lancent une offensive pour reprendre Tabqa, mais elle se solde par un échec,,.
En mars 2017, les Forces démocratiques syriennes (FDS) progressent contre l'État islamique au nord de Raqqa. Le 6 mars, elles coupent à l'est la route de Deir ez-Zor, puis elles se concentrent sur la ville de Tabqa. Près de cette ville, les FDS sont appuyés par la coalition et notamment par les forces aériennes américaines, britanniques et françaises. 
La ville de Tabqa est située à 55 kilomètres au sud-ouest de Raqqa. Selon une étude du groupe Syrian economic task force, la ville compte alors 75 000 habitants, plus 10 000 combattants de l'État islamique et leurs familles, contre 250 000 habitants avant la guerre,. La cité est alors divisée en deux parties : la ville ancienne, appelée Tabqa ; et la ville moderne, baptisée al-Tawrah.

## Déroulement

Carte de l'offensive des Forces démocratiques syriennes sur la ville de Tabqa.
Zone contrôlée par les Forces démocratiques syriennes
Zone contrôlée par l'État islamique

La nuit du 21 au 22 mars, des soldats américains et près de 500 membres des FDS sont héliportés au sud du lac el-Assad, dans une zone située à 15 kilomètres à l'ouest de la ville de Tabqa, ils coupent ainsi la route reliant Alep à Raqqa en prenant le contrôle de plusieurs localités situées sur cet axe,,,. Avec cette opération, les Américains et les FDS coupent également la route de Raqqa aux forces du régime syrien, qui progressent alors dans la région de Dayr Hafir. Les troupes héliportées attaquent ensuite par le sud, tandis que le reste des FDS lance l'assaut par le nord sur le barrage de Tabqa. Les Américains appuient l'offensive avec des hélicoptères et de l'artillerie. Cependant, selon l'Observatoire syrien des droits de l'homme (OSDH), au moins 33 civils sont tués le 21 mars par des bombardements de la coalition sur une école servant de centre pour les déplacés au sud d'al-Mansoura, près de Raqqa. Puis le 22, de nouveaux bombardements touchent une boulangerie et des magasins à Tabqa, faisant encore au moins 18 morts selon l'OSDH, au moins 27 selon le réseau « Rakka se fait massacrer en silence », et 37 selon l'État islamique,,. 
Le 24 mars, les FDS atteignent le barrage de Tabqa, au nord de la ville,. Le 26 mars, elles s'emparent de l'aéroport situé à 3 kilomètres au sud de Tabqa,. Les FDS tentent ensuite de s'emparer de la ville : les combats ont lieu au nord de l'agglomération, près du barrage ; et au sud, entre l'aéroport et la ville,,. Cependant le barrage est bombardé le 26 mars et son fonctionnement électrique est mis hors service,,. Le 27 mars, les FDS pénètrent par le nord dans le complexe hydroélectrique, mais l'État islamique résiste dans le reste de l'édifice,. Les FDS annoncent une trêve de quatre heures pour permettre aux ouvriers de rejoindre la centrale électrique du barrage et d'y mener des réparations pour éviter une catastrophe,,. Si le barrage de Tabqa devait céder, la vallée de l'Euphrate pourrait être inondée jusqu'à Deir ez-Zor, voire jusqu'en Irak, sur une zone peuplée par 100 000 personnes,,. Des scènes de panique ont lieu,. Le 26 mars, les véhicules de la Hisba, la police de l'État islamique, parcourent les rues de Raqqa avec des haut-parleurs, en appelant la population à fuir la ville. Quelques heures plus tard, cependant, les djihadistes font machine arrière et demandent aux habitants de rester. 

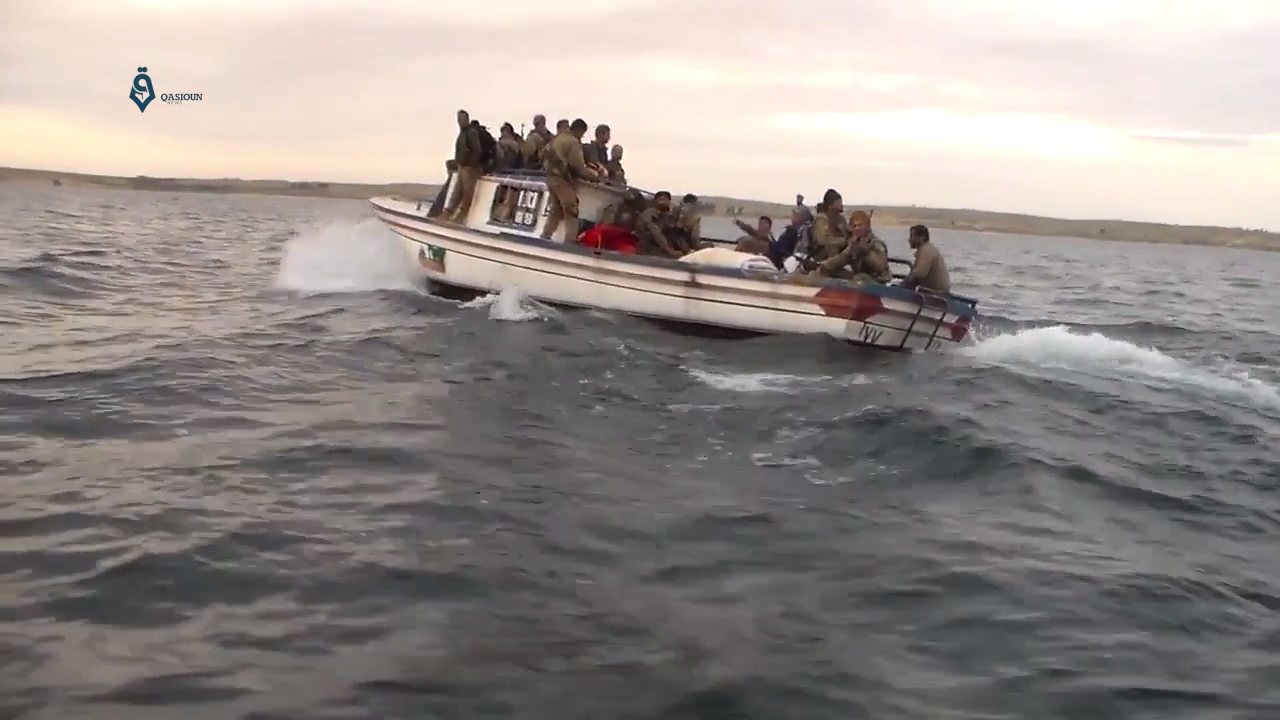
Bateau des Forces démocratiques syriennes sur le lac el-Assad, le 9 avril 2017.

Le 28 mars, les djihadistes mènent une contre-offensive au sud de Tabqa. Selon l'OSDH, 900 hommes y sont envoyés en renfort depuis Raqqa,,. Le 6 avril, les FDS encerclent Tabqa en coupant la dernière route vers Raqqa. De plus, ils prennent le contrôle du village de Safsafah, à près de six kilomètres à l'est de Tabqa, après 38 heures de combat. 
Le 8 avril, la coalition mène des raids aériens sur le village de Hanida, à une trentaine de km à l'ouest de Raqqa, tuant au moins 15 personnes dont 4 enfants. Le 11 avril, 18 combattants des FDS sont tués par erreur près de Tabqa par un bombardement américain. Puis, selon l'OSDH, au moins 25 autres membres des FDS sont tués au combat les 12 et 13 avril. 

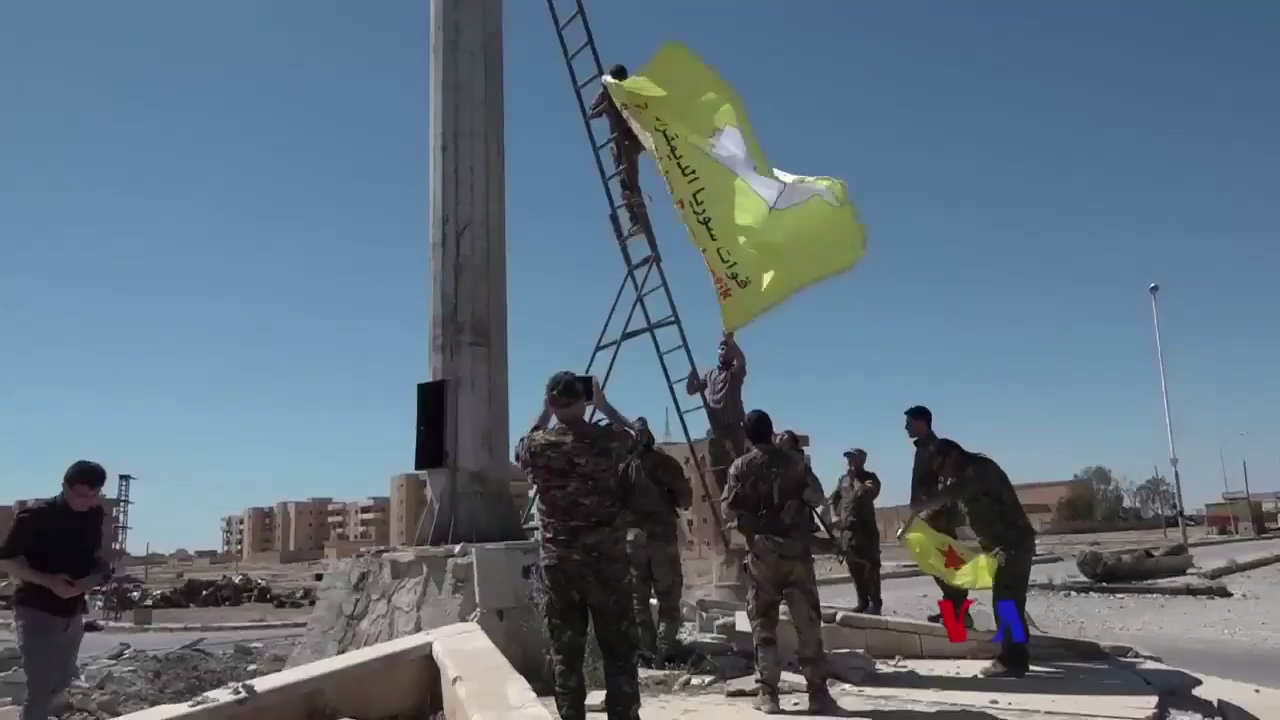
Membres des YPG hissant le drapeau des Forces démocratiques syriennes à Tabqa, le 1er mai 2017.

Dans la nuit du 14 au 15 avril, les troupes arabo-kurdes s'emparent de Iskandariya, la banlieue sud-est ; d'Ayed as-Saghir, la banlieue sud-ouest ; et arrivent aux abords de la ville de Tabqa. Le 24 avril, les Forces démocratiques syriennes parviennent à entrer dans Tabqa par le sud. Le 27 avril, les FDS prennent le quartier de Wahab. Le 28 avril, elles capturent les quartiers de Nababila et de Zahra. Le 30 avril, les FDS réalisent une progression importante. En début de journée, elles contrôlent 40 % de Tabqa selon l'OSDH, dont 60 % de la Vieille ville,. Dans la soirée, elles occupent toute la Vieille ville et 70 % de Tabqa. Le matin du 1er mai, 80 % de la ville est sous le contrôle des FDS selon l'OSDH, les djihadistes ne tiennent plus que les quartiers de Wahda et Hourriya sur les rives du fleuve Euphrate. Le 2 mai, 90 % de Tabqa est aux mains des FDS, selon l'OSDH l'État islamique ne compte alors plus que 300 à 400 hommes pour défendre le nord de la ville et le barrage. Le 7 mai, selon l'OSDH, les forces de l'État islamique ne sont plus que de quelques dizaines d'hommes. Le 8 mai, les FDS prennent le quartier no 1 et se rapprochent du barrage par le sud. 
Le 10 mai, les 70 derniers combattants de l'État islamique encore en vie à Tabqa acceptent la proposition de capitulation des Forces démocratiques syriennes. Les djihadistes démantèlent leurs engins explosifs improvisés, remettent leurs armes lourdes et livrent leurs dernières positions à Tabqa. Les FDS s'emparent alors entièrement de la ville, ainsi que du barrage,. En contrepartie, les djihadistes sont autorisés à se retirer de Tabqa, mais ils sont ensuite pistés par les avions de la coalition et ciblés par des frappes aériennes. Le Pentagone justifie cette intervention en indiquant que les États-Unis n'avaient pour leur part pas participé à cet accord.

## Pertes
Selon le général Joseph Dunford, chef d'État-Major des armées des États-Unis, une centaine de membres des Forces démocratiques syriennes sont morts au cours des combats à Tabqa.

### Vidéographie
- [vidéo] US-backed fighters corner IS in Syria's Tabqa, AFP, 1er mai 2017.
- [vidéo] قوات سوريا الديمقراطية تسيطر على مدينة الطبقة غربي الرقة, Al Etihad Press, 1er mai 2017.
- [vidéo] Syrie : l'alliance arabo-kurde s'empare de Tabqa et de son barrage, France 24, 11 mai 2017.
- [vidéo] Syrie : à Taqba, la détresse après la défaite du groupe État islamique, France 24, 15 mai 2017.

### Reportages
- Syrie: faim et peur à Tabqa après la défaite de l'EI, AFP, 13 mai 2017.
- Allan Kaval, Dans le nord de la Syrie, le « laboratoire » kurde, Le Monde, 29 décembre 2017.